# Eva Blasco García
Eva Blasco García (Valencia, 1964) es una abogada y empresaria española vinculada al sector turístico y al ámbito del asociacionismo empresarial. Desde 2018 preside la división provincial de Valencia de la Confederación Empresarial de la Comunidad Valenciana (CEV), siendo la primera mujer en asumir este cargo en la historia de la entidad.

## Trayectoria
Se licenció en derecho en la Universidad de Valencia (UV), e inició su carrera en la Consejería de Innovación, Industria, Comercio y Turismo de la Generalidad Valenciana. Ejerció como abogada y profesora de Derecho turístico y administrativo en la Diplomatura de Turismo de la UV. En 1993, se incorporó al Instituto Valenciano de Exportación (IVEX) como jefa de área de Extremo Oriente. En 1998, fue nombrada directora de la Oficina de IVEX en New York, en Estados Unidos, donde trabajó hasta 2002. En 2003, se incorporó a la empresa Europa Travel, donde es la directora ejecutiva.
Ha ocupado cargos en diversas organizaciones empresariales. Fue vicepresidenta de la Asociación Europea de Agencias de Viajes y Tour Operadores (ECTAA) entre 2012 y 2020, y desde 2018, preside CEV-Valencia en el seno de la Confederación Empresarial de la Comunidad Valenciana (CEV), siendo la primera mujer en asumir este cargo en la historia de la entidad. Además, forma parte del Consejo de Turismo de la Generalidad Valenciana, y, desde 2025, del Comité de personas expertas, del Gobierno de España, para la reconstrucción de las zonas afectadas por la inundaciones de la DANA.
Entre 2016 y 2023, presidió la Asociación de Empresarias y Profesionales de Valencia (EVAP), donde se interesó por la igualdad de género en los puestos de toma de decisiones de dirección empresarial y a la la falta de vocaciones STEM entre las generaciones más jóvenes.   Defiende el papel de las mujeres en la economía y empresa, así como en el sector turístico. Ha sido muy activa en la incorporación de la mujer a los órganos directivos de las organizaciones empresariales, en especial a los de la CEV, donde el porcentaje de mujeres ha pasado del 16% en 2018 al 42% en 2025.

## Reconocimientos
En 2022, Eva Blasco García recibió el Premio Honorífico de Empresa, Sociedad y Artes Liberales del Foro Empresa Humanismo y Tecnología. Desde 2023, figura en la lista de las 150 personas más influyentes en el turismo español.